# 強尼·班奇
強尼·李·班奇（英語：Johnny Lee Bench，1947年12月7日—），出生于美國奧克拉荷馬州奧克拉荷馬市，前美國職棒大聯盟球員，綽號Little General。在他的職業生涯中，主要守備位置是捕手。他是1970年代大紅機器(The Big Red Machine)的主要成員，生涯以捕手位置擊出327支全壘打名列史上第三，其生涯拿過一次新人王、三次打點王、兩次全壘打王以及兩座MVP的獎項，更以出色的守備能力、精湛的阻殺能力外加優秀的配球功力讓他連續十年獲得金手套獎的殊榮。他在1975年、1976年助球隊贏得世界大賽冠軍，其中1976年以.533打擊率外加兩發全壘打的表現獲選世界大賽MVP。1984年，背號5號列入紅人隊退休背號。在1989年首次得到候選資格便入選名人堂。他生涯的總總表現使他被公認為大聯盟百年歷史中最偉大的捕手。

## 職業生涯
他在1967年至1983年效力辛辛那提紅人，生涯十七年皆效力紅人隊。

## 外部連結
- 球員資訊和成績在MLB ，Retrosheet ，Baseball Reference ，Fangraphs ，The Baseball Cube ，Baseball Almanac （英文）
- Johnny Bench官方網站 （页面存档备份，存于）